# The Church on Ruby Road
"The Church on Ruby Road" é um episódio especial de Natal da série de ficção científica britânica Doctor Who, transmitido originalmente através da BBC One e Disney+ em 25 de dezembro de 2023. Este é o 14.º especial de Natal do programa e o primeiro desde "Twice Upon a Time" em 2017. Foi escrito por Russell T Davies e dirigido por Mark Tonderai. É estrelado por Ncuti Gatwa em sua primeira aparição regular como o Décimo quinto Doutor e apresenta Millie Gibson como sua nova acompanhante Ruby Sunday.
A história se concentra no Doutor conhecendo a órfã Ruby, que enquanto tenta encontrar seus pais biológicos, começa a ter azar por onde passa por causa das travessuras de goblins, que acabam sequestrando um novo bebê adotivo da mãe adotiva de Ruby. O episódio recebeu críticas geralmente positivas dos críticos.

## Enredo
Ruby Sunday, uma órfã que vive com sua gentil e carinhosa mãe adotiva, Carla, e sua avó adotiva, Cherry, é entrevistada por Davina McCall para um programa de televisão que traça a linhagem dos participantes. É revelado que Ruby foi abandonada em uma igreja na Rua Ruby, daí seu nome, e que ela está tentando encontrar seus pais biológicos. Após a entrevista, Ruby, assim como Davina, começam a ter azar por onde passam, ao ponto de que esta última aparentemente morre quando uma árvore de Natal cai em cima dela. O Doutor chega e começa a investigar.
Carla recebe um nova bebê adotiva chamada Lulubelle e comemora a ocasião com uma foto que pendura na geladeira, ao lado de seus outros 32 filhos adotivos. Enquanto Carla sai, Lulubelle é sequestrada por goblins e Ruby os persegue pelo telhado de sua casa. Ela logo é acompanhada pelo Doutor, que, com a ajuda de um par de luvas inteligentes que podem suportar um peso muito maior que o do usuário, consegue levar ele e Ruby para o navio voador dos goblins. O Doutor revela que eles são seres de outro mundo que se alimentam de coincidências e acidentes, viajando no tempo em busca de bebês para comer.
Segue-se um número musical, em que o Rei Goblin tenta comer Lulubelle. A dupla consegue resgatá-la e fugir, voltando para o apartamento de Carla. Uma tempestade estranha faz com que uma rachadura gigante apareça no teto e Ruby desaparece. O Doutor vê Carla se transformar em uma mulher fria e indiferente que criou apenas alguns filhos, se ressente de Cherry e só se preocupa com dinheiro, além de que as duas não se lembram de Ruby. Percebendo que os goblins voltaram no tempo para matar Ruby quando ela era bebê, o Doutor os persegue na TARDIS.
O Doutor chega no passado e testemunha os goblins levando Ruby embora. Usando as luvas, ele puxa o navio para o campanário da igreja, empalando o Rei Goblin e fazendo com que o navio desapareça. O Doutor deixa Ruby na porta da igreja para garantir que o pároco a encontre e veja uma mulher, provavelmente a mãe de Ruby, saindo noite adentro. O Doutor retorna ao presente, onde encontra tudo de volta ao normal, e informa Ruby sobre o que aconteceu. Ele parte na TARDIS, salvando Davina da queda da árvore de Natal. O Doutor decide deixar Ruby para trás, concluindo indiretamente que ele é portador de azar. Ruby, porém, descobre que o Doutor é um viajante do tempo e entra na TARDIS, juntando-se a ele em suas aventuras.
Em uma cena no meio dos créditos, após a partida do Doutor e Ruby, a vizinha de Ruby, a Sra. Flood, quebra a quarta parede e revela seu conhecimento prévio das viagens da TARDIS.

## Produção

### Desenvolvimento
Em novembro de 2022, Russell T Davies foi citado na Doctor Who Magazine como tendo escrito mais um episódio especial fora os especiais de 60 anos da série. O título do episódio e a data de exibição oficial foram anunciados por meio de um comunicado de imprensa do Disney+ em 5 de novembro de 2023.
O programa de televisão sem nome em que Ruby aparece foi inspirado em Long Lost Family, que também é apresentado por Davina McCall. A equipe de produção deste programa ajudou em sua representação em "The Church on Ruby Road".
A cena envolvendo o Doutor resgatando Ruby de um boneco de neve gigante, seguido por ele dizendo a um policial que sua namorada dirá "sim" à sua proposta de casamento, foi a última cena a ser adicionada. A Disney testou o episódio e pediu a Davies que adicionasse uma cena extra no início para que o Doutor pudesse ser apresentado mais cedo. Davies gostou da decisão, acrescentando: "quem não quer ver Ncuti?"
Ao projetar as roupas do grupo de goblins, a figurinista Pam Downe garantiu que cada um deles tivesse sua própria "personalidade completa e aparência específica", em vez de ter aparências "genéricas".

### Elenco
Em 8 de maio de 2022, Ncuti Gatwa foi anunciado como o sucessor de Jodie Whittaker como o Doutor, e muitas notícias, incluindo da própria BBC, afirmaram que ele interpretaria o Décimo quarto Doutor e que a Décima terceira Doutora de Whittaker se regeneraria em uma encarnação retratada por Gatwa. Esclarecimentos posteriores anunciaram que Gatwa na verdade retrataria o Décimo quinto Doutor, enquanto David Tennant retrataria o Décimo quarto Doutor nos especiais de 2023. As audições para a próxima acompanhante do Doutor ocorreram em 24 de setembro de 2022. Em 18 de novembro de 2022, durante o Children in Need, Millie Gibson foi anunciada como Ruby. Em 30 de novembro do mesmo ano, foi anunciado que Davina McCall seria escalada como ela mesma no especial, e que Michelle Greenidge, Angela Wynter e Anita Dobson haviam sido escaladas como Carla, a mãe de Ruby; Cherry, avó de Ruby; e a Sra. Flood, respectivamente.
Susan Twist aparece não-creditada como a mulher impertinente no show da banda de Ruby, depois de aparecer como a Sra. Merridew em "Wild Blue Yonder" em 2023. Seu retorno fez com que os fãs especulassem que ela apareceria novamente em episódios futuros.

### Filmagens
Mark Tonderai dirigiu o segundo bloco de produção da 14.ª temporada, composto por este episódio, tendo anteriormente dirigido os episódios "The Ghost Monument" e "Rosa" da 11.ª temporada em 2018.

## Transmissão e recepção
| Críticas profissionais:           | Críticas profissionais: |
| Pontuações agregadas              | Pontuações agregadas    |
| Fonte                             | Avaliação               |
| --------------------------------- | ----------------------- |
| Rotten Tomatoes (Pontuação Média) | 100%                    |
| Rotten Tomatoes (Tomatometer)     | 8,1/10                  |
| Avaliações da crítica             |                         |
| Fonte                             | Avaliação               |
| Empire                            | [ 18 ]                  |
| The Daily Telegraph               | [ 19 ]                  |
| The Guardian                      | [ 20 ]                  |
| The Independent                   | [ 21 ]                  |

"The Church on Ruby Road" foi transmitido em 25 de dezembro de 2023 na BBC One no Reino Unido e pelo Disney+ internacionalmente.

### Audiência
O episódio foi visto por 4,73 milhões de telespectadores, tornando-se o terceiro programa mais assistido do dia de Natal, atrás do discurso anual de Natal do rei Carlos III e de Strictly Come Dancing, bem como foi o programa de drama mais assistido do dia. Os números de audiência consolidados para o episódio foram de 7,49 milhões de espectadores, e o episódio recebeu uma pontuação no Índice de Apreciação de 82.

### Recepção crítica
O episódio recebeu críticas geralmente positivas dos críticos, que deram as boas-vindas a Gatwa e Gibson no show. No Rotten Tomatoes, 100% dos 27 críticos deram uma crítica positiva ao episódio. O consenso do site diz: "Uma aventura introdutória festiva, 'The Church of Ruby Road' vê o tempo de Ncuti Gatwa como o Doutor tendo um começo feliz."
Em uma crítica positiva para o The Guardian, Martin Belam disse sobre o desempenho de Gatwa: "Seja representando a divisão de saúde e segurança do gin tônico, saltando pelos telhados, exibindo suas luvas de proteção ou dizendo a um policial que sua noiva diria sim, Gatwa exala charme. Mas quando necessário, ele liga seu modo sério, parecia mortalmente magoado ao ver a viagem no tempo ser considerada leviana e assumiu totalmente o controle do episódio." Em uma avalaição mais crítica para o mesmo jornal, Leila Latif expressou preocupação com o excesso de dependência do episódio na chave de fenda sônica, mas afirmou que "[Uma] nova era deliciosa capitaneada por Davies e Gatwa parece certa."
Ruby Sunday também foi recebida positivamente pela crítica. Jordan King, do Empire, elogiou a dinâmica da personagem com o Décimo quinto Doutor de Gatwa e comentou que "há mais do que suficiente na atuação de Gibson para sugerir profundidades muito maiores para ela explorar a personagem".
Em uma crítica mais mista para o Daily Telegraph, Banjo Wilson acreditou que o especial era uma "história confusa que atirou para todos os lados", chamando-o de "agitado e hesitante", mas elogiou as atuações de Gatwa e Gibson.

## Home media
"The Church on Ruby Road" foi lançado individualmente em home media em 12 de fevereiro de 2024. Uma romantização do episódio, escrita por Esmie Jikiemi-Pearson, foi lançada em capa dura e audiolivro em 25 de janeiro de 2024 como parte da Target Collection.